# Érechthée
Pour les articles homonymes, voir Érechthée (homonymie).
Érechthée, Érechtée ou Érecthée (en grec ancien Ἐρεχθεύς / Erekhtheús) est le sixième roi légendaire d'Athènes. Il ne faut pas le confondre avec son grand-père, Érichthonios, autre roi légendaire, mi-homme mi-serpent, d'Athènes (le quatrième), qui donne son nom à l'Érechthéion, près du Parthénon sur l'Acropole.

## Biographie
Fils de Pandion et de Zeuxippe, il reçoit à la mort de son père la royauté en partage, tandis que son frère jumeau Boutès reçoit le pouvoir religieux. Il épouse Praxithée qui le rend père de :
- Cécrops
- Métion
- Créuse
- Protogénie
- Pandoros
- Procris
- Mérope
- Chthonie
- Orithye
- Pandore

Son règne est marqué par l'invasion des Chalcidiens, qu'il a repoussée. Plus tard, en guerre contre les Éleusiens, alors que son armée est sur le point d'être défaite, un oracle lui promet la victoire s'il sacrifie l'une de ses filles. Érechthée choisit la plus jeune, Cthonia. Mais, à son insu, Pandore et Protogénie ont fait vœu de ne pas survivre à leur sœur, et se donnent la mort. Victorieux des Éleusiens, il tue leur allié, Eumolpos, roi de Thrace, fils de Poséidon. Le dieu tue alors Érechthée de son trident (ou, suivant d'autres traditions, demande à Zeus de le foudroyer).

## Évocation littéraire
Le personnage a inspiré une tragédie à l’auteur Swinburne, Érechthée (1876).

## Sources
- Pseudo-Apollodore, Bibliothèque [détail des éditions] [lire en ligne] (III, 14, 8 ; III, 15, 1 ; III, 15, 4).
- Diodore de Sicile, Bibliothèque historique [détail des éditions] [lire en ligne] (IV, 8 ; IV, 31).
- Hygin, Fables [détail des éditions] [(la) lire en ligne] (XLVI).
- Nonnos de Panopolis, Dionysiaques [détail des éditions] [lire en ligne] (XIII, 171 ; XXII, 296 et suiv.).
- Pausanias, Description de la Grèce [détail des éditions] [lire en ligne] (II, 6 ; II, 25).